# خداحافظ، کرامر عزیزم
خداحافظ، کرامر عزیزم (ژاپنی: さよなら私のクラマー هپبورن: Sayonara Watashi no Kuramā) یک مجموعه مانگای ژاپنی اثر نائوشی آراکاواست که در مورد فوتبال زنان است. این مانگا در واقع دنباله کار قبلی آراکاواست که خداحافظ، فوتبال نام داشت. این مجموعه مانگا در مجله ماهانه شونن کودانشا از تاریخ ماه مه ۲۰۱۶ تا دسامبر ۲۰۲۰ به‌صورت سریالی منتشر شد و فصل‌های جداگانه آن در چهارده جلد تانکوبون جمع‌آوری شد. این سریال در آمریکای شمالی توسط کودانشا کمیکس چاپ و همچنین به‌صورت دیجیتال منتشر شد. از روی این مانگا یک سریال تلویزیونی انیمه نیز توسط استودیو لیدن فیلمز ساخته شد که از آوریل تا ژوئن ۲۰۲۱ پخش شد.

## داستان
سومیره سو و میدوری سوشیزاکی ستارگان تیم‌های فوتبال دختران دبیرستان خود هستند. آن دو هنگامی که از دبیرستان فارغ‌التحصیل می‌شوند، در نهایت به گروه التقاطی جدید فوتبال دختران در دبیرستان وارابی سینن می‌پیوندند، با این امید که تیم مدرسه را که معمولاً عملکرد ضعیفی دارد، به اوج برسانند. آنها با کمک نائوکو نومی بازیکن سابق نادشیکو ژاپن (تیم ملی فوتبال زنان در ژاپن) که اکنون به‌عنوان مربی جدید دبیرستان وارابی فعالیت می‌کند، باید راهی برای شکست دادن دشمنان قدرتمند یعنی تیم‌های فوتبال مدرسه‌های دیگر در سطح ملی تا خود بیابند.

## شخصیت‌ها

### دبیرستان وارابی سینن

#### باشگاه فوتبال دختران
نوزومی اوندا (恩田 希 اوندا نوزومی)
صداگذاری شده توسط: میوری شیمابوکورو
یک دختر ماهر (نقش اصلی داستان) که چندین سال در تیم‌های فوتبال پسران بازی می‌کرد، چون تصور او این بود که سطح کل رقابت تیم‌های فوتبال دختران کمتر از سطح مهارت او است، تا اینکه مربی مدرسه راهنمایی‌اش او را متقاعد کرد تا به تیم دختران در دبیرستان بپیوندد. نوزومی با کمی تمرین توانست یک مهاجم فوق‌العاده ماهر شود و حالا تلاش می‌کند در برابر هر چیز که مخالف موفقیت اوست، مبارزه کند و انگیزه خود را حفظ کند.
ساوا ایچیزن (越前 佐和 ایچیزن ساوا)
صداگذاری شده توسط: شیون واکایاما
مدیر تیم دخترانه دبیرستان وارابی که سعی می‌کند از نزدیک به اعضای تیم کمک کند نه از طریق تجزیه و تحلیل ویدیویی یا تغذیه.
سومیره سو (周防 すみれ سو سومیره)
صداگذاری شده توسط: تومویو کوروساوا
سومیره سو کاپیتان تیم مدرسه راهنمایی است. او علی‌رغم اینکه تیم مدرسه در مسابقات بسیار کمی پیروز شده است، باز هم در تیم باقی مانده است. بازیکنی فوق‌العاده سریع اما ناشکیبا در برابر بی‌قاعده بودن بازی هم‌تیمی‌هایش. او پس از دیدن تلاش اریکو برای جبران شکست در یک بازی، با او همذات‌پنداری کرد و تصمیم گرفت به تیم فوتبال مدرسه وارابی بپیوندد.
میدوری سوشیزاکی (曽志崎 緑 سوشیزاکی میدوری)
صداگذاری شده توسط: آئویی یوکی
میدوری، دوست و رقیب سومیره است که در طول مدرسه راهنمایی در تیم دیگری بازی می‌کرد. او تصمیم گرفت که سومیره را در دبیرستان وارابی دنبال کند تا تنها بازی نکند. یک مقاله روزنامه او را مدافع شماره ۳ در کشور نامید.
آیا شیراتوری (白鳥 綾 شیراتوری آیا)
صداگذاری شده توسط: شیهو کوکیدو
یک دختر خودبین و متکبر که سعی دارد شبیه ماریو بالوتلی عمل کند؛ بالوتلی همان مهاجم معروفی است که برای به دست آوردن فرصت گل زدن، به‌طور باورنکردنی نزدیک به خط آفساید بازی می‌کند. اما آیای از خود راضی اشتباهات زیادی را مرتکب می‌شود که این کار هم‌تیمی‌هایش را ناامید می‌کند.
اریکو تاسه (田勢 恵梨子 تاسه اریکو)
صداگذاری شده توسط: یو شیمامورا
کاپیتان تیم فوتبال دختران دبیرستان وارابی سینن که وقتی چندین بازیکن پس از عملکرد ضعیف تیم سال گذشته از بازی در تیم انصراف دادند، تلاش می‌کند باقی تیم را کنار هم نگه دارد. یک دانش آموز سال دوم که در جناح راست بازی می‌کند.
ماکوتو میاساکا (宮坂 真琴 میاساکا ماکوتو)
صداگذاری شده توسط: مارینا یامادا
رویی کیکوچی (菊池 類 کیکوچی رویی)
صداگذاری شده توسط: رنا مائدا
آیومو کیشی (岸 歩 کیشی آیومو)
صداگذاری شده توسط: آزومی واکی
سائوری کوموراساکی (小紫 沙織 کوموراساکی سائوری)
صداگذاری شده توسط: میسانو ساکای
نوریکو اوکاچیماچی (御徒町 紀子 اوکاچیماچی نوریکو)
صداگذاری شده توسط: آنزو هارونو
کارینا کاکوگاوا (加古川 香梨奈 کاکوگاوا کارینا)
صداگذاری شده توسط: رنا هاسگاوا
نائوکو نومی (能見 奈緒子 نومی نائوکو)
صداگذاری شده توسط: یوکو کایدا
بازیکن سابق تیم ملی ژاپن و قهرمان جام جهانی که از کاهش استقبال زنان و دختران از فوتبال در سراسر کشور ناراحت بود. نائوکو به دبیرستان وارابی برگشته تا به عنوان مربی جدید تیم فوتبال دختران فعالیت کند.
گورو فوکاتسو (深津 吾朗 فوکاتسو گورو)
صداگذاری شده توسط: جونیچی سووابه
مربی فعلی تیم فوتبال دختران دبیرستان وارابی که به نظر می‌رسد به عملکرد آنها بی‌علاقه است، چراکه بیشتر وقت خود را با خواندن مجله مسابقه اسب‌ها می‌گذراند تا به تیم توجه کند.

#### باشگاه فوتبال پسران
تتسوجی یامادا (山田 鉄二 یامادا تتسوجی)
صداگذاری شده توسط: کوکی اوچیاما
کائورو تاکی (竹井 薫 تاکی کائورو)
صداگذاری شده توسط: ریوتا اوساکا
یاسواکی تانی (谷 安昭 تانی یاسواکی)
صداگذاری شده توسط: شیمبا تسوچیا
ایکن آسوکا (飛鳥 永建 آسوکا ایکن)
صداگذاری شده توسط: تاکایا کورودا

### دبیرستان فوجی دایچی
جونپی اوندا (恩田 順平 اوندا جونپی)
صداگذاری شده توسط: ریوکو شیرایشی
کوزو سامجیما (鮫島 幸造 سامجیما کوزو)
صداگذاری شده توسط: کوجی یوسا

### دبیرستان کونوگی گاکوئن
میزوکی کاجی (梶 みずき کاجی میزوکی)
صداگذاری شده توسط: سائوری هایامی
کاپیتان تیم فوتبال دختران مدرسه کونوگی که معمولاً در پست فوروارد مرکزی بازی می‌کند. او خلق و خوی تندی دارد و صبر و تحمل کمی نسبت به تنبلی‌های تیمش نشان می‌دهد. با این حال، هنگامی که با اوشیو کوهای دوست می‌شود، شخصیتش تغییر می‌کند و سومیره از این موضوع به عنوان اهرمی برای پیوستن میزوکی به تیم آنها برای مسابقات فوتسال استفاده کرد.
هارونا ایتو (井藤 春名 ایتو هارونا)
صداگذاری شده توسط: یوی ایشیکاوا
یک بازیکن هافبک هجومی و تکنیکی با استعداد در تیم دختران مدرسه کونوگی. هارونا پس از انجام یک مسابقه تمرینی با تیم مدرسه وارابی، شیفته سبک بازی نوزومی شد و به سرعت موافقت کرد تا در مسابقات فوتسال با او هم گروه شود.
مائو تسوکادا (佃 真央 تسوکادا مائو)
صداگذاری شده توسط: ماکوتو کویچی
کنروکو واشیزو (鷲巣 兼六 واشیزو کنروکو)
صداگذاری شده توسط: کازوهیرو یاماجی

### دبیرستان اوراوا هوسی
چیکا کیریشیما (桐島 千花 کیریشیما چیکا)
صداگذاری شده توسط: یوی ماکینو
ستاره تیم دبیرستان اوراوا هوسی که در نقش هافبک بازی می‌کند. او کلید تاکتیک کاتناچیو در بازی تیمی است. او در دوران راهنمایی در تیم سوشیزاکی عضو بود ولی به خاطر پیوستن به یک تیم رقیب در دبیرستان، میدوری از او رنجید.
یو تنما (天馬 夕 تنما یو)
صداگذاری شده توسط: آیکا کوبایاشی
آلیس آداتارا (安達太良 アリス آداتارا آلیس)
صداگذاری شده توسط: هیروکو کیسو
کی هانابوسا (花房 圭 هانابوسا کی)
صداگذاری شده توسط: نیچیکا اوموری
نانامی زایسن (財前 奈々美 زایسن نانامی)
صداگذاری شده توسط: میکاکو کوماتسو
ماساهیرو گوتودا (後藤田 正弘 گوتودا ماساهیرو)
صداگذاری شده توسط: شو هایامی

### دبیرستان کونکران
ری کوتانی (九谷 怜 کوتانی ری)
صداگذاری شده توسط: یومی اوچیاما
یک مدافع فیزیکی که در دوران راهنمایی به استعداد هارونا حسادت می‌کرد، ری تصمیم گرفت به جای تقویت مهارت‌های فنی روی چگونگی استفاده از بدنش تمرکز کند.

## رسانه

### مانگا
مانگای سریالی خداحافظ، کرامر عزیزم، با نویسندگی و طراحی نائوشی آراکاوا از تاریخ ۶ مه ۲۰۱۶ تا ۴ دسامبر ۲۰۲۰ از مجله ماهانه شونن منتشر شد. عنوان مانگا از مدیر و فوتبالیست معروف دتمار کرامر (پدر فوتبال مدرن در ژاپن) برگرفته شده است. کودانشا این مانگا را در ۱۴ جلد تانکوبون جمع‌آوری کرده است. اولین جلد این مجموعه تانکوبون در تاریخ ۱۷ آگوست ۲۰۱۶ و آخرین جلد آن نیز در تاریخ ۱ آوریل ۲۰۲۱ منتشر شد.
مانگای خداحافظ، کرامر عزیزم به‌طور همزمان به زبان انگلیسی در کیندل و کمیکسولوژی منتشر شده است. شرکت کرانچی‌رول این مانگا را در سال ۲۰۱۸ منتشر کرد. در ماه جولای ۲۰۱۹، کودانشا کمیکس انتشار چاپی مانگا را اعلام کرد. جلد اول در تاریخ ۲۶ ژانویه ۲۰۲۱ منتشر شد و آخرین آن در ۲۸ مارس ۲۰۲۳ منتشر شد.

#### جلدها
| شماره | تاریخ انتشار اصلی | شابک اصلی              | تاریخ انتشار انگلیسی | شابک انگلیسی           |
| ----- | ----------------- | ---------------------- | -------------------- | ---------------------- |
| 1     | ۱۷ آگوست ۲۰۱۶     | شابک ‎۹۷۸−۴−۰۶−۳۹۲۵۳۹−۵ | ۲۶ ژانویه ۲۰۲۱       | شابک ‎۹۷۸−۱−۶۳۲۳۶−۹۶۵−۹ |
| 2     | ۱۷ ژانویه ۲۰۱۷    | شابک ‎۹۷۸−۴−۰۶−۳۹۲۵۶۱−۶ | ۳۰ مارس ۲۰۲۱         | شابک ‎۹۷۸−۱−۶۳۲۳۶−۹۸۵−۷ |
| 3     | ۱۶ ژوئن ۲۰۱۷      | شابک ‎۹۷۸−۴−۰۶−۳۹۲۵۸۱−۴ | ۲۵ مه ۲۰۲۱           | شابک ‎۹۷۸−۱−۶۴۶۵۱−۰۹۹−۳ |
| 4     | ۱۷ اکتبر ۲۰۱۷     | شابک ‎۹۷۸−۴−۰۶−۳۹۲۵۹۹−۹ | ۲۶ ژوئن ۲۰۲۱         | شابک ‎۹۷۸−۱−۶۴۶۵۱−۱۰۰−۶ |
| 5     | ۱۶ فوریه ۲۰۱۸     | شابک ‎۹۷۸−۴−۰۶−۵۱۰۸۸۲−۶ | ۲۴ آگوست ۲۰۲۱        | شابک ‎۹۷۸−۱−۶۴۶۵۱−۱۰۱−۳ |
| 6     | ۱۵ ژوئن ۲۰۱۸      | شابک ‎۹۷۸−۴−۰۶−۵۱۱۷۰۵−۷ | ۸ فوریه ۲۰۲۲         | شابک ‎۹۷۸−۱−۶۴۶۵۱−۱۰۲−۰ |
| 7     | ۱۷ اکتبر ۲۰۱۸     | شابک ‎۹۷۸−۴−۰۶−۵۱۳۷۵۱−۲ | ۲۶ آوریل ۲۰۲۲        | شابک ‎۹۷۸−۱−۶۴۶۵۱−۱۰۳−۷ |
| 8     | ۱۵ فوریه ۲۰۱۹     | شابک ‎۹۷۸−۴−۰۶−۵۱۴۶۱۹−۴ | ۱۰ مه ۲۰۲۲           | شابک ‎۹۷۸−۱−۶۴۶۵۱−۱۰۴−۴ |
| 9     | ۱۷ ژوئن ۲۰۱۹      | شابک ‎۹۷۸−۴−۰۶−۵۱۶۰۹۸−۵ | ۱۴ ژوئن ۲۰۲۲         | شابک ‎۹۷۸−۱−۶۴۶۵۱−۱۰۵−۱ |
| 10    | ۱۷ اکتبر ۲۰۱۹     | شابک ‎۹۷۸−۴−۰۶−۵۱۷۳۶۹−۵ | ۲۶ جولای ۲۰۲۲        | شابک ‎۹۷۸−۱−۶۴۶۵۱−۴۲۹−۸ |
| 11    | ۱۷ فوریه ۲۰۲۰     | شابک ‎۹۷۸−۴−۰۶−۵۱۸۵۴۳−۸ | ۲۷ سپتامبر ۲۰۲۲      | شابک ‎۹۷۸−۱−۶۴۶۵۱−۵۹۲−۹ |
| 12    | ۱۷ ژوئن ۲۰۲۰      | شابک ‎۹۷۸−۴−۰۶−۵۱۹۶۸۵−۴ | ۱۳ دسامبر ۲۰۲۲       | شابک ‎۹۷۸−۱−۶۴۶۵۱−۵۹۳−۶ |
| 13    | ۱۶ اکتبر ۲۰۲۰     | شابک ‎۹۷۸−۴−۰۶−۵۲۱۰۴۲−۰ | ۳۱ ژانویه ۲۰۲۳       | شابک ‎۹۷۸−۱−۶۴۶۵۱−۵۹۴−۳ |
| 14    | ۱ آوریل ۲۰۲۱      | شابک ‎۹۷۸−۴−۰۶−۵۲۲۹۹۰−۳ | ۲۸ مارس ۲۰۲۳         | شابک ‎۹۷۸−۱−۶۴۶۵۱−۷۱۹−۰ |

### انیمه
در تاریخ ۴ سپتامبر ۲۰۲۰، ساخت یک اقتباس مجموعه تلویزیونی انیمه از روی مانگا در شماره اکتبر مجله ماهانه شونن اعلام شد. این انیمه سریالی توسط استودیو لیدن فیلمز و به کارگردانی سیکی تاکونو ساخته شده است. ناتسوکو تاکاهاشی ترکیب‌بندی سریال را بر عهده داشته و آهنگسازی این مجموعه را ماسارو یوکویاما عهده‌دار بوده است. این مجموعه تلویزیونی از تاریخ ۴ آوریل تا ۲۷ ژوئن ۲۰۲۱ از شبکه توکیو ام‌ایکس پخش شد. آیکا کوبایاشی تیتراژ آغازین سریال به نام «هدف جاه‌طلبانه» را اجرا کرد، و میکاکو کوماتسو نیز تیتراژ پایانی سریال یعنی «چیزهای خسته‌کننده را کنار بگذار» را اجرا کرد. پروانه پخش سریال در خارج از آسیا توسط کرانچی‌رول صادر شد و همچنین پروانه پخش سریال در آسیای جنوب شرقی توسط میوز کمونیکیشن این سریال صادر گردید.

#### قسمت‌ها
| شم. | عنوان | کارگردان                          | نویسنده          | تاریخ انتشار اصلی |
| --- | --- | --------------------------------- | ---------------- | ----------------- |
| ۱ | «همه» Transcription: "Minna" (ژاپنی: みんな)                                                                     | یاسوشی مورویا آکیرا ایشی (فوتبال) | ناتسوکو تاکاهاشی | ۴ آوریل ۲۰۲۱      |
| معلم نوزومی او را متقاعد می‌کند تا بازی در یک تیم فوتبال دختران را امتحان کند. در همین حال، سومیره می‌بیند که دوران راهنمایی خودش در حال پایان است و رقیبش میدوری اعلام می‌کند که به هر تیم مدرسه یا باشگاهی که سومیره انتخاب کند، می‌پیوندد. سومیره و میدوری به تماشای مسابقه تمرینی وارابی سینن می‌روند. با وجود اینکه تیم وارابی در حال فروپاشی است، سومیره خود را به سمت اریکو تاسه می‌بیند و تصمیم می‌گیرد در همان تیمی که او در وارابی حضور دارد بازی کند. بعداً، پس از معارفه، دختران همگی درگیری درون تیمی با یکدیگر بازی می‌کنند. سومیره، میدوری و اریکو همگی در یک تیم قرار می‌گیرند و موفق می‌شوند با گل پیروزی که توسط دختری مغرور به نام آیا به ثمر می‌رسد، پیروز میدان شوند. پس از آن، نائوکو نومی بازیکن سابق تیم ملی فوتبال زنان ژاپن برای مربیگری تیم فوتبال دختران به وارابی بازگشت. | |                                   |                  |                   |
| ۲ | «تأثیر» Transcription: "Inpakuto" (ژاپنی: インパクト)                                                            | کازویا فوجیشیرو                   | رین‌رین           | ۱۱ آوریل ۲۰۲۱     |
| نائوکو پس از معرفی خود به تیم، آموزش دختران را آغاز می‌کند، اما همچنان آنها را تنبیه می‌کند و نوزومی را تماشا می‌کند که هیچ تلاشی در تمرین نمی‌کند. مدت کوتاهی پس از تمرین، نائوکو تیم را با اوکونومیاکی خانواده‌اش پذیرایی می‌کند و اعلام می‌کند که او یک بازی دوستانه را با تیم قدرتمند فوتبال دختران مدرسه کونوگی ترتیب داده است. وقتی روز مسابقه فرا می‌رسد، کونوگی به سبک مالکیت توپ بازی می‌کند و سومیره را در زمین خنثی می‌کند. مربی کونوگی بعداً خاطرنشان می‌کند که وارابی علیه آنها "دفاع اتوبوسی" را انجام می‌دهد، اما فایده‌ای ندارد زیرا کونوگی همچنان چندین گل به ثمر می‌رساند در حالی که به سختی اجازه می‌دهد وارابی از نیمه زمین خود خارج شود. گورو، مربی قبلی وارابی، از نائوکو می‌پرسد که هدف قرار دادن وارابی در برابر چنین رقابت قدرتمندی چیست؟ نائوکو پاسخ می‌دهد که این بازی یک آزمون شخصیت است تا ببینیم تیم در آینده چگونه به سختی‌ها پاسخ خواهد داد. | |                                   |                  |                   |
| ۳ | «دروازه‌های جهنم» Transcription: "Jigoku no Mon" (ژاپنی: 地獄の門)                                                | آکیرا ایشی                        | یوشیکی اوکوسا    | ۱۸ آوریل ۲۰۲۱     |
| تهدید مربی تیم کونوگی مؤثر واقع می‌شود و بچه‌ها سریعاً شروع می‌کنند به گل زدن چون در صورت عدم پیروزی با حداقل ۱۰ گل و یک کلین شیت مربی آنها را در بخش ذخیره نگه می‌دارد. در حالی که سومیره از مسابقه منصرف شده است، نوزومی رقابت را هیجان‌انگیز می‌بیند و موفق می‌شود روحیه هم‌تیمی‌هایش را جمع و جور کند تا حداقل یک گل به کونوگی بزند، اگر چه برخی تصمیم‌گیری‌های ضعیف آیا، نوزومی و هم تیمی‌هایش را ناامید می‌کند. سومیره تصمیم می‌گیرد به خاطر دشمنی با مدافع راست تیم حریف، به بازی کردن ادامه دهد و موفق می‌شود توپ را به نوزومی برساند که در ثانیه‌های پایانی مسابقه، خاموشی کونوگی را خراب می‌کند. | |                                   |                  |                   |
| ۴ | «مرز» Transcription: "Furontia" (ژاپنی: フロンティア)                                                            | ماساهیکو واتانابه                 | یوشیکی اوکوسا    | ۲۵ آوریل ۲۰۲۱     |
| گل نوزومی با خطای آیا تیرک دروازه را به لرزه درمی‌آورد، اگرچه چرخش مارسی او مربیان هر دو تیم را تحت تأثیر قرار می‌دهد. روز بعد، نوزومی پس از یادآوری مداوم شکست ۲۱–۰ تیم، از مربیان خود برای جذب اعضای جدید و تمرین بهتر کمک می‌خواهد. ساوا یک گروه آشپزی در سطح تیمی را سازماندهی می‌کند، امیدوار است که مطالعات علوم تغذیه‌ای او بتواند به تقویت استقامت تیم کمک کند، اگرچه تعداد کمی از دختران مهارت‌های آشپزی مناسب را دارند. ساوا و چند تا از دختران سعی می‌کنند ظرف غذای خود را به تیم فوتبال پسران بدهند، اما مربی فوتبال پسران آنها را منع می‌کنند و سپس ادعا می‌کنند که زمین دختران را نیز برای تمرین در اختیار خواهند گرفت. در همین حال، نائوکو فاش می‌کند که لباس‌های جدیدی برای تیم دختران خریده و لباس‌های قدیمی را بیرون انداخته است، اگرچه طراحی سفارشی او دختران را شوکه می‌کند. | |                                   |                  |                   |
| ۵ | «دلتنگی» Transcription: "Koiwazurai" (ژاپنی: 恋わずらい)                                                         | فومیاکی اوسوی                     | ناتسوکو تاکاهاشی | ۲ مه ۲۰۲۱         |
| مدیر وارابی توسط مربی فوتبال پسران می‌ترسد تا زمین تمرین دختران را به آنها بدهد، اگرچه او مکان دیگری را دورتر از مدرسه به تیم دختران می‌دهد. علاوه بر این، اکثر تیم دختران موافق هستند که طراحی لباس سفارشی مربی آنها زشت است، اما پولی برای خرید لباس جدید ندارند. تیم فوتبال دختران به دو گروه تقسیم می‌شود: اریکو و سه نفر از هم‌تیمی‌هایش سعی می‌کنند مربی پسران را تحت تعقیب قرار دهند تا اهرمی روی او به دست آورند. بقیه اعضای تیم میدوری را تا ایستگاه توبیتاکیو دنبال می‌کنند تا در یک تورنمنت فوتسال با یک گواهی هدیه بزرگ به فروشگاه لوازم ورزشی به عنوان جایزه شرکت کنند، اما پس از راهنمایی تصادفی آیا، یک نفر کمتر از حداقل اندازه تیم هستند. هم‌تیمی‌های ارشد او سوار قطار اشتباهی شدند. با پایان یافتن زمان برای ثبت نام، چهار عضو تیم وارابی که حضور داشتند - نوزومی، سومیره، ساوا و میدوری - در نهایت با میزوکی و هارونا از تیم دختران کونوگی برای پیوستن به تیمشان برای مسابقات چانه‌زنی کردند. | |                                   |                  |                   |
| ۶ | «آنها که تعقیب می‌کنند و آنها که تعقیب می‌شوند» Transcription: "Ou Mono, Owareru Mono" (ژاپنی: 追う者、追われる者) | سوتا یوکوته                       | رین‌رین           | ۹ مه ۲۰۲۱         |
| تیم اریکو تلاش‌های متعددی را برای باج‌گیری از مربی فوتبال پسران انجام می‌دهد تا به تیم دختران اجازه دهد با تیمش تمرین کنند، اما تلاش آنها نتیجه معکوس دارد. در همین حال، تیم مختلط دختران وارابی و کونوگی در زمین فوتسال راهی فینال می‌شوند، جایی که با تیمی به رهبری ری کوتانی، هم‌تیمی سابق هارونا در مدرسه راهنمایی که فاقد استعداد فنی بود، روبرو می‌شوند و در عوض تمام تلاش خود را به کار می‌گیرند. تبدیل شدن به یک فوتبالیست فیزیکی با وجود تلاش‌های نوزومی برای تشویق او، ری موفق به زدن گل پیروزی می‌شود. دختران وارابی جایزه دوم ۳۰۰۰۰ ینی را به خانه می‌برند و تصمیم می‌گیرند تا کارهای پاره وقت کار کنند تا بقیه بودجه را برای کیت‌های جدید تأمین کنند. بعداً، گورو از مربی پسران باج‌گیری می‌کند تا به تیم دختران اجازه دهد گهگاهی با تیم آنها تمرین کنند و تیم دختران به زمین تمرین جدید خود در خارج از مدرسه می‌روند. | |                                   |                  |                   |
| ۷ | «تیم پیشروی سریع» Transcription: "Yakushin no Chīmu" (ژاپنی: 躍進のチーム)                                       | یاسوشی مورویا                     | رین‌رین           | ۱۶ مه ۲۰۲۱        |
| اعضای تیم وارابی با خرید کیت‌های جدید خود، اولین بازی رسمی خود را در برابر تیم زنان آسوکا برگزار می‌کنند. با این حال، نوزومی در روزهای منتهی به مسابقه بیش از حد هیجان‌زده می‌شود و در حالی بازی می‌کند که کم خواب است و به‌طور تصادفی با یک ضربه سر شیرجه‌ای روی تور تیم خودش گل پیروزی آسوکا را به ثمر رساند. نائوکو نوزومی را با تبعید او به نیمکت برای بازی بعدی تنبیه می‌کند. روز بعد، نائوکو گورو را مجبور می‌کند تا با مربی فوتبال پسران چانه بزند تا چند پسر را برای یک مسابقه درون تیمی قرض کند تا به اعضای تیم وارابی در تمرین در برابر حریف فیزیکی کمک کند. در طول تمرین، نائوکو و گورو بر سر سبک‌های مربیگری با هم بحث می‌کنند، در حالی که نوزومی با وجود نیمکت نشینی در بازی بعدی، روی دروازه تمرین می‌کند. | |                                   |                  |                   |
| ۸ | «تحت تعقیب گذشته» Transcription: "Oikakete Kuru kako" (ژاپنی: 追いかけてくる過去)                                | فومیاکی اوسوی چیهایا تاناکا       | ناتسوکو تاکاهاشی | ۲۳ مه ۲۰۲۱        |
| نوزومی در حین بازی سافت بال در کلاس پی‌ای، از دست آیا عصبانی می‌شود و یکی از زمین‌های او را با لگد از کنار سر او می‌زند و پای خودش را زخمی می‌کند. نوزومی در جریان بازی گروه سوم وارابیس در مقابل کوتساشی سیرین تلاش می‌کند تا مصدومیت خود را از مربی پنهان کند، اما گورو متوجه بازی پایین او شده و قبل از اینکه او را بیرون کند، یک فرصت دیگر به او می‌دهد. نوزومی با ارسال یک توپ عبوری برای آیا برای گل پیروزی پاسخ می‌دهد. بعداً، در حالی که دختران به تمرین می‌روند، یک استالکر مشکوک را می‌بندند که معلوم می‌شود کازوئو تاکاهاگی، یک بازیکن حرفه‌ای سابق فوتبال است. کازوئو به دختران می‌گوید که گورو زمانی که او را در کمپ زیر ۱۸ سال ملاقات کرد، "ژاوی ژاوی ژاپنی در نظر گرفته می‌شد، اما چند سال بعد، پای راست گورو به شدت مجروح شد و هرگز به او آسیب نرساند. فرم خود را بازیافت، بنابراین تصمیم گرفت به جای آن مربی شود. با این حال، اولین کنسرت مربیگری او در یک تیم حرفه‌ای ژاپنی از هم پاشید که تغییرات اساسی او بقیه اعضای تیم را ناراحت کرد و او به زودی مجبور به استعفا شد. بعداً دختران اوراوهوسی متوجه شدند که در دور اول مسابقات کشوری با ورابی سینان بازی خواهند کرد. | |                                   |                  |                   |
| ۹ | «ارتش سرخ» Transcription: "Aka no Gundan" (ژاپنی: 赤の軍団)                                                      | ماساهیکو واتانابه                 | یوشیکی اوکوسا    | ۳۰ مه ۲۰۲۱        |
| دختران مدرسه اوراوا هوسی برای بازی آینده خود مقابل وارابی سینن آماده می‌شوند و در مورد بازیکنان مهمی که با آنها روبرو خواهند شد صحبت می‌کنند. در همین حال، اعضای تیم وارابی، یعنی سومیره، نوزومی و آیا با هم بحث و استدلال می‌کنند که کدام یک از آنها واقعاً مستحق پاس میدوری است. در روز بازی، دو تیم به ورزشگاه بارانی می‌رسند. نوزومی به زمانی برمی‌گردد که سال گذشته در جریان بازی پسران تازه‌کار، جای برادرش جونپی را در زمین گرفت. نائوکو توسط مربی اوراوا مورد اصابت قرار می‌گیرد، اما برخی از اعضای تیم دختران اوراوا او را تعقیب می‌کنند زیرا او را علاقه دارند. هنگامی که دو تیم به سمت زمین می‌روند، متوجه می‌شوند که اوراوا بخش تشویق خود را آورده است، که روحیه وارابی‌ها را تضعیف می‌کند زیرا اریکو تلاش می‌کند به تشویق قبل از بازی فکر کند. بالاخره مسابقه شروع می‌شود. | |                                   |                  |                   |
| ۱۰ | «قهرمانان زخمی» Transcription: "Kizu-darake no Ōja" (ژاپنی: 傷だらけの王者)                                      | ماساهیکو واتانابه                 | یوشیکی اوکوسا    | ۶ ژوئن ۲۰۲۱       |
| با شروع نیمه اول مسابقه، دختران اوراوا هوسی سعی می‌کنند میدوری را خنثی کنند، زیرا متوجه می‌شوند که او برای رساندن توپ به مهاجمان وارابی کلیدی است. با این حال، نائوکو برای این کار برنامه‌ریزی کرد و میدوری را تشویق کرد که به عقب پاس بدهد تا زمانی که تیم یک فرصت پیدا کند. وارابی‌ها تلاش می‌کنند تا در مقابل پرس بالا اوراوا یک ضدحمله انجام دهند، اما چیکا کیریشیما در دفاع عقب می‌نشیند و توپ را دفع می‌کند. گورو متوجه می‌شود که مربی اوراوا سعی می‌کند از آنتونیو کونته کپی کند، و به سبک کاتناچیو بازی می‌کند که بر مدافعان کناری تأکید می‌کند تا در صورت لزوم بین حمله و دفاع جابجا شوند. چیکا با چند بازیکن وارابی بر سر اینکه چه کسی شایسته صعود و بازی مقابل تیم دختران کونوگی است، وارد بحث می‌شود، زیرا اوراوا سال گذشته ۳–۱ به آنها باخت و چیکا مسئولیت این باخت را احساس می‌کرد. نیمه اول با شیرجه میدوری به داخل محوطه و دفع یک ضربه دور از دروازه به پایان می‌رسد و بازی را بدون گل نگه می‌دارد. گورو و نوزومی سعی می‌کنند راهی برای شکستن تاکتیک‌های اوراوا در نیمه دوم راهبردی داشته باشند.                                                                          | |                                   |                  |                   |
| ۱۱ | «یکی در حال دویدن در کنار ما» Transcription: "Tonari o Hashiru Hito" (ژاپنی: 隣を走る人)                         | کازویا فوجیشیرو                   | رین‌رین           | ۱۳ ژوئن ۲۰۲۱      |
| گورو به نوزومی دستور می‌دهد که چیکا را "تخریب" کند، به این امید که با وادار کردن چیکا به تمرکز روی نوزومی، او آنقدر مشغول باشد که بتواند در جاهای دیگر دفاع کند. با شروع نیمه دوم، باران زمین را کاملاً خیس کرده است و دریبل زدن را دشوار کرده است. نوزومی با فریب دادن مداوم توپ مانند دراگان استویکوویچ این مشکل را حل می‌کند و موفق می‌شود یک شوت از دست بدهد، هرچند که فقط تیر دروازه را از دست می‌دهد. هم ساوا و هم پسران وارابی که در این مراسم حضور داشتند خاطرنشان کردند که نوزومی راهی برای الهام بخشیدن به هم تیمی‌های خود دارد، حتی زمانی که او عضوی از تیم پسران بود. در همین حال، مربی اوراوا در تلاش است تا راهی برای آزاد کردن چیکا بیابد، زیرا فکر می‌کند هیچ‌کس دیگری نمی‌تواند به‌طور مؤثر نوزومی را پوشش دهد. | |                                   |                  |                   |
| ۱۲ | «جاه‌طلبی و انتخاب‌ها» Transcription: "Yashin to Sentaku" (ژاپنی: 野心と選択)                                      | آکیرا ایشی                        | ناتسوکو تاکاهاشی | ۲۰ ژوئن ۲۰۲۱      |
| با تمرکز چیکا و دیگران در اوراوا بر نوزومی، بقیه اعضای تیم وارابی از او حمایت می‌کنند تا به سمت هدف دشمن بروند. با این حال، آلیس آداتارا تیم اوراوا را روی یک ضد سریع هدایت می‌کند و او توپ را از نوزومی می‌کشد و در انتهای زمین با کمک هم تیمی‌اش یو تنما گل می‌زند. در حالی که آلیس اختیار دارد تا در اطراف زمین پرسه بزند و یوو به عنوان یک ۹ کاذب عمل می‌کند، اوراوا در نیمه دوم ناگهان ۲–۰ از وارابی پیش می‌رود. اگرچه اوضاع تاریک به نظر می‌رسد، اریکو به نوزومی سیلی می‌زند و بقیه تیمش را برای بازی تا سوت پایان انگیزه می‌دهد. | |                                   |                  |                   |
| ۱۳ | «کسانی که ستون فقرات تیم را تشکیل می‌دهند» Transcription: "Konkan o Nasu Mono" (ژاپنی: 根幹をなすもの)            | تتسویا واتانابه نوریکازو ایشیگوکا | ناتسوکو تاکاهاشی | ۲۷ ژوئن ۲۰۲۱      |
| داور پایان مسابقه را نشان می‌دهد و اوراوا هوسی با نتیجه ۲–۰ پیروز می‌شود. یو و چیکا از نوزومی، سومیره و میدوری می‌خواهند که به تیم باشگاهی خود بپیوندند، زیرا استعدادهای آنها در تیم وارابی هدر می‌رود. با این حال، نوزومی پیشنهاد آنها را رد می‌کند و سوگند یاد می‌کند که با دختران مدرسه وارابی برای قوی‌تر شدن و بازگشت در فصل آینده همکاری کند. روز بعد، مربیان وارابی به تیم مرخصی می‌دهند، اما گورو نوزومی را در حال تمرین در کنار زمین تمرین می‌بیند و از فشار ناشی از حمل تمام فوتبال زنان در کشور به جای سرگرمی ابراز تاسف می‌کنند. در همین حال، میدوری در کتابفروشی با دختران مدرسه اوراوا برخورد می‌کند، اما میدوری استدلال نوزومی را تکرار می‌کند که می‌خواهد تیم قدرتمند خود را در وارابی بسازد. به زودی بقیه اعضای تیم وارابی در محل تمرین به نوزومی می‌پیوندند. در جای دیگر، نائوکو و کنروکو در مورد رشد به عنوان مربیان فوتبال صحبت می‌کنند. چند روز بعد، ساوا به عنوان مدافع به تیم ملحق می‌شود، گورو زمانی را صرف آموزش تاکتیک‌های جدید تیم می‌کند و نائوکو در یک تورنمنت مستقر در توکیو وارد تیم می‌شود.                                                                 | |                                   |                  |                   |